# Glazba u 2016.
◄◄ | ◄ | 2013. | 2014. | 2015. | 2016.  | 2017. | 2018. | 2019. | ► | ►►
Arhitektura • Astronautika • Astronomija • Biologija • Film • Fotografija • Glazba • Kazalište • Kemija • Kiparstvo • Knjige • Književnost • Kršćanstvo • Meteorologija • Medicina • Planinarstvo • Politika • Pravo • Promet • Slikarstvo • Strip • Šport • Televizija • Znanost • Zrakoplovstvo • Željeznički promet
Glazba u 2016.

## Svijet

### Glazbena djela
- Albumi iz 2016.

### Nagrade i priznanja
- Pjesma Eurovizije:

## Hrvatska i u Hrvata

### Smrti
- 10. siječnja - David Bowie (rođ. David Robert Jones) (* 1947.)
- 8. ožujka - George Martin (* 1926.)
- 8. rujna - Prince Buster (Cecil Bustamante Campbell), jamajčanski pjevač, tekstopisac i glazbeni producent

## Vanjske poveznice
|  | Zajednički poslužitelj ima još gradiva o temi Glazba u 2016. |